# Loara
Loara (francosko Loire - francoska izgovorjava: [lwaʁ]; okcitansko Léger, okcitanska izgovorjava: [ˈled͡ʒe]; latinsko Liger) je najdaljša reka v Franciji in 171. najdaljša v svetu. Z dolžino 1006 kilometrov odmaka 117.054 km², več kot petino francoskega ozemlja, medtem ko je njen povprečni pretok le polovica pretoka Rone.
Izvira v jugovzhodni četrti Centralnega masiva v pogorju Seveni (francosko Cévennes) (v departmaju Ardèche) na 1350 m blizu Mont Gerbier de Jonc; teče proti severu skozi Nevers do Orléansa, nato proti zahodu skozi Tours in Nantes, dokler ne doseže Biskajskega zaliva (Atlantski ocean) pri Saint-Nazairu. Njeni glavni pritoki so reke Nièvre, Maine in Erdre na desnem bregu ter reke Allier, Cher, Indre, Vienne in Sèvre Nantaise na levem bregu.
Loara daje ime šestim departmajem: Loire, Haute-Loire, Loire-Atlantique, Indre-et-Loire, Maine-et-Loire in Saône-et-Loire. Spodnji osrednji del doline, ki se razteza med regijama Pays de la Loire in Centre-Val de Loire, je bil 2. decembra 2000 vpisan na Unescov seznam svetovne dediščine. Vinogradi in dvorci so na bregovih reke so velika turistična atrakcija.
Nekateri menijo, da se je človeška zgodovina doline reke Loare začela s srednjim paleolitskim obdobjem 90–40 kya (pred tisoč leti), ki mu je sledil moderni človek (približno 30 kya), sledilo pa mu je obdobje neolitika (6000 do 4500 pr. n. št.), vse do novejše kamene dobe v Evropi. Nato so prišli Galci, lokalna plemena so v obdobju železne dobe od 1500 do 500 pr. n. št. Loaro uporabljali kot ključno trgovsko pot do leta 600 pr. n. št., pri čemer so s tovornimi konji povezovali trgovino, na primer s kovinami Armoriškega masiva, s Fenicijo in staro Grčijo prek Lyona ob Roni. Galska oblast se je v dolini končala leta 56 pr. n. št., ko je Julij Cezar osvojil sosednje province za Rim. Krščanstvo je bilo v to dolino uvedeno od 3. stoletja našega štetja, ko so misijonarji (mnogi pozneje priznani za svetnike) spreobrnili pogane. V tem obdobju so naseljenci postavili vinograde in začeli proizvajati vina.
Dolino Loare imenujejo »Vrt Francije« in je posejana z več kot tisoč dvorci, od katerih ima vsak svojevrstne arhitekturne okraske, ki pokrivajo širok razpon različic, od zgodnjega srednjega veka do pozne renesanse. Prvotno so bili ustvarjeni kot fevdalne trdnjave v preteklih stoletjih na strateški ločnici med južno in severno Francijo; zdaj so mnogi v zasebni lasti.

## Etimologija
Ime "Loire" izhaja iz latinščine Liger, ki je sama transkripcija domačega galskega (keltskega) imena reke. Galsko ime izhaja iz galske besede liga, ki pomeni »mulj, usedlina, usedlina, naplavina«, beseda, ki je dala francosko besedo lie, kot sur lie.
Liga izhaja iz protoindoevropskega korena *legʰ-, kar pomeni »lagati, ležati«.

## Geografija
Izvir reke leži v vzhodnem Centralnem masivu, v izvirih na južni strani Mont Gerbier de Jonc na 44°50′38″N 4°13′12″E / 44.84389°N 4.22000°E.  To leži v severovzhodnem delu južnega višavja Sevenov, v občini Ardèche Sainte-Eulalie v jugovzhodni Franciji. Izvir predstavlja le curek vode na 1408 m nad morsko gladino. Prisotnost vodonosnika pod goro Gerbier de Jonc povzroča več izvirov, od katerih so trije, ki so ob vznožju gore, označeni kot rečni viri. Trije potoki se združijo in tvorijo Loaro, ki se spušča v dolino južno od gore skozi samo vas Sainte-Eulalie.
Loara je zaradi tektonskih deformacij spremenila svoj tok od prvotnega izliva v Rokavski preliv do novega izliva v Atlantski ocean in tako oblikovala današnji ozek teren sotesk, dolino Loare z naplavinami in dolgim pasom plaž ob Atlantskemu oceanu. Reko lahko razdelimo na tri glavne cone:
- Zgornja Loara, območje od izvira do sotočja z reko Allier
- Srednja dolina Loare, območje od Allierja do sotočja z Maine, približno 280 km
- Spodnja Loara, območje od Maine do estuarija.

V zgornjem porečju reka teče skozi ozko, razrezano dolino, ki jo zaznamujejo soteske in gozdovi na robovih ter izrazito redka poseljenost. V vmesnem delu se aluvialna ravnica razširi in reka se vije in razcepi v več strug. Rečni pretok je še posebej velik v rečnem območju blizu Roanna in Vichyja do sotočja z reko Allier. V srednjem delu reke v dolini Loare obstajajo številni nasipi, zgrajeni med 12. in 19. stoletjem, ki blažijo poplave. Na tem delu je reka razmeroma ravna, razen na območju blizu Orléansa, kjer obstajajo številni peščeni bregovi in otoki. Za spodnji tok reke so značilna mokrišča in barja, ki so zelo pomembna za ohranitev, saj tvorijo edinstvene habitate za ptice selivke. 
Loara teče približno proti severu skozi Roanne in Nevers do Orléansa in nato proti zahodu skozi Tours do Nantesa, kjer tvori estuarij. Izliva se v Atlantski ocean na 47°16′44″N 2°10′19″W / 47.27889°N 2.17194°W med Saint-Nazaire in Saint-Brevin-les-Pins, povezana z mostom čez reko blizu njenega izliva. Več departmajev v Franciji je bilo poimenovanih po Loari. Loire teče skozi naslednje departmaje in mesta:
- Ardèche
- Haute-Loire: Le Puy-en-Velay
- Loire: Feurs, Roanne
- Saône-et-Loire: Digoin
- Allier
- Nièvre: Nevers
- Cher: Sancerre
- Loiret: Gien, Orléans
- Loir-et-Cher: Blois
- Indre-et-Loire: Amboise, Montlouis-sur-Loire, Tours, Saint-Cyr-sur-Loire, Luynes, Langeais
- Maine-et-Loire: Saumur
- Loire-Atlantique: Ancenis, Nantes, Saint-Nazaire

Dolina Loare v porečju reke Loare je 300 km dolg odsek na zahodnem delu reke, ki se začne z Orléansom in konča v Nantesu, 56 km manj od izliva reke Loare v Atlantski ocean. Območje plimovanja reke se razteza na dolžino 60 km in širino 3 km, kjer so rafinerije nafte, pristanišče Saint-Nazaire in 40.000 hektarjev mokrišč, katerih nastanek je datiran v 7500 pr. n. št. (ki ga je povzročila poplava z morskimi vodami na severnem bregu estuarija), in plaže Le Croisic in La Baule vzdolž obale.[10]

## Pritoki
Njeni glavni pritoki so reke Maine, Nièvre in Erdre na desnem bregu ter reke Allier, Cher, Indre, Vienne in Sèvre Nantaise na levem bregu. Največji pritok reke je Allier, dolg 410 km, ki se pridruži Loari blizu mesta Nevers na 46°57′34″N 3°4′44″E / 46.95944°N 3.07889°E. Dolvodno od Neversa leži dolina Loare, ki je zaradi svoje bogate ponudbe gradov uvrščena na Unescov seznam svetovne dediščine. Drugi najdaljši pritok, 372 km  Vienne, se pridruži Loari pri Candes-Saint-Martinu na 47°12′45″N 0°4′31″E / 47.21250°N 0.07528°E, sledi 367,5 km dolga Cher, ki se pridruži Loari blizu Cinq-Mars-la-Pile na 47°20′33″N 0°28′49″E / 47.34250°N 0.48028°E in 287 km dolga Indre, ki se pridruži Loari blizu Némana na 47°14′2″N 0°11′0″E / 47.23389°N 0.18333°E.
- Arroux
- Allier
- Cher
- Indre
- Loiret
- Maine
  - Mayenne
  - Sarthe
  - Loir
- Vienne
- Erdre
- Sèvre Nantaise

## Geologija
Geološke formacije v porečju reke Loire lahko združimo v dve skupini in sicer v spodnjo domeno in domeno sedimentnih formacij. Spodnja domena je sestavljena predvsem iz metamorfnih in silikatnih razdrobljenih kamnin s podzemno vodo, ki se pojavlja v razpokah. Sedimentna domena je sestavljena iz apnenca in karbonskih kamnin, ki, kjer so nasičene, tvorijo produktivne vodonosnike. V strugi reke so v več odsekih izpostavljeni tudi kamniti izdanki granita ali bazalta.
V srednjem toku reke je veliko apnenčastih jam, ki so jih ljudje naselili že v prazgodovini; jame so več vrst apnenčastih formacij, in sicer tuf (porozna vrsta krede, ki je ne smemo zamenjati z lehnjakom) in falun (obmorski peščeni lapor nastal pred 12 milijoni let). Obalno območje kaže trdo temno kamenje, granit, skrilavec in debel zemeljski plašč.

## Upravljanje poplav
Reka ima pretok 863 m3/s, kar je povprečje v obdobju 1967–2008. Stopnja pretoka močno niha vzdolž reke, s približno 350 m3/s v Orléansu in 900 m3/s pri ustju. Prav tako je močno odvisno od letnega časa in pretok samo 10 m3/s ni neobičajen v avgustu–septembru v bližini Orléansa. Med poplavami, ki se običajno pojavijo februarja in marca pa tudi v drugih obdobjih, pretok včasih preseže 2000 m3/s za Zgornjo Loaro in 8000 m3/s v Spodnji Loari. Najhujše poplave so se zgodile leta 1856, 1866 in 1911. Za razliko od večine drugih rek v zahodni Evropi je zelo malo jezov ali zapornic, ki ovirajo njen naravni tok. Pretok je delno reguliran s tremi jezovi: Grangent Dam in Villerest Dam na Loari ter Naussac Dam na Allierju. Jez Villerest, zgrajen leta 1985 nekaj kilometrov južno od Roanna, je igral ključno vlogo pri preprečevanju nedavnih poplav. Zato je Loara zelo priljubljena reka za izlete s čolnom, saj teče skozi pastoralno podeželje, mimo apnenčastih pečin in zgodovinskih gradov. Ob reki so štiri jedrske elektrarne: Belleville, Chinon, Dampierre in Saint-Laurent.

## Plovba
Leta 1700 je bilo v pristanišču Nantes več plovil po celinskih plovnih poteh kot v katerem koli drugem pristanišču v Franciji, kar priča o zgodovinskem pomenu plovbe po najdaljši reki v Franciji. Gabares s plitvim ugrezom in druga rečna plovila so še naprej prevažala blago v industrijsko dobo, vključno s premogom iz Saint-Étienna, naloženim na barže v Orléansu. Vendar pa je nevarna plovba s prostim tokom in omejena tonaža pomenila, da je železnica hitro uničila preživeli promet iz 1850-ih. Leta 1894 je bilo ustanovljeno podjetje za spodbujanje izboljšav plovbe od Nantesa do Briareja. Dela so bila odobrena leta 1904 in izvedena v dveh fazah od Angersa do meje plimovanja pri Oudonu. Ta dela z žlebovi in potopnimi nasipi so preživela in prispevajo k omejeni plovnosti v današnjih razmerah. Jez čez Loaro pri Saint-Léger-des-Vignes zagotavlja plovne pogoje za prečkanje Canal du Nivernais v Canal lateral à la Loire.
Od leta 2017 je mogoče pluti po naslednjih odsekih:
- Primorska Loara: 53 km od Atlantskega oceana pri Saint-Nazairu do Nantesa, brez zapornic [12]
- Loara: 84 km od Nantesa do Bouchemaine blizu Angersa, brez zapornic [13]
- Canal latéral à la Loire: 196 km od Briare do Digoina, vzporedno z reko, 36 zapornic [14]
- Canal de Roanne à Digoin: 56 km od Digoina do Roanne, vzporedno z reko, 10 zapornic [15]

## Podnebje
Francoski jezikovni pridevnik ligérien je izpeljan iz imena Loire, kot v le climat ligérien (podnebje doline Loare). Podnebje velja za najbolj prijetno v severni Franciji, s toplejšimi zimami in na splošno z manj ekstremnimi temperaturami, ki le redko presežejo 38 °C. Ugotovljeno je kot zmerno morsko podnebje, zanj pa je značilno pomanjkanje sušnih obdobij ter obilno deževje in sneženje pozimi, zlasti v zgornjem toku.[4] Število sončnih ur na leto se giblje med 1400 in 2200 in narašča od severozahoda proti jugovzhodu.
Zlasti v dolini Loare je prijetno zmerno podnebje. V regiji pade 690 mm padavin vzdolž obale in 648 mm v notranjosti.

## Rastlinstvo
Osrednja regija doline reke Loare predstavlja največji gozd v Franciji, Orléanski gozd (francosko Forêt d'Orléans), ki pokriva površino 38.234 hektarjev in 5440 hektarjev gozdnat park, znan kot Foret de Chambord. Drugo rastlinstvo v dolini, večinoma v zasebni lasti, sestavljajo drevesne vrste hrasta, bukve in bora. Na močvirnatih območjih se jesen, jelša in vrbe mešajo z vodno lečo (Lemnoideae), ki zagotavlja potreben navadni učinek gnojenja. Atlantska obala je dom več vodnih zelišč, pomembna vrsta je naravni osočnik (Salicornia), ki se uporablja kot kulinarična sestavina zaradi svoje diuretične vrednosti. Grki so uvedli vinsko trto. Rimljani so v srednjem veku uvedli bučevke (melone),  jabolko, češnjo, kutino in hruške, razen pridobivanja žafrana iz vrst vijoličnih krokusov v Orléansu. Drevesna vrsta slive (Prunus domestica italica) je bila posajena v vrtovih Châteauja. beluše so prinesli tudi iz severozahodne Francije.

## Živalstvo
Reka teče skozi celinske ekoregije Centralnega masiva in južne Pariške kotline ter v spodnjem toku delno skozi južni Atlantik in Bretanjo.

### Plankton
Z več kot 100 vrstami alg ima Loara največjo raznolikost fitoplanktona med francoskimi rekami. Najštevilčnejše so diatomeje in zelene alge (približno 15 % mase), ki se večinoma pojavljajo v spodnjem toku. Njihova skupna masa je nizka, ko rečni pretok preseže 800 m3/s in postane pomembna pri pretokih 300 m3/s ali nižjih, ki se pojavijo poleti. Ob zmanjševanju pretoka se najprej pojavijo enocelične diatomeje, kot so Cyclostephanos invisitatus, C. meneghiniana, S. Hantzschii in Thalassiosira pseudonana. Nato se jim pridružijo večcelične oblike, vključno s Fragilaria crotonensis, Nitzschia fruticosa in Skeletonema potamos, pa tudi zelene alge, ki tvorijo zvezdaste ali ležeče kolonije. Medtem ko je skupna biomasa v zgornjem toku majhna, je biotska raznovrstnost velika, z več kot 250 taksoni v Orléansu. Pri visokih pretokih in v zgornjem toku se delež zelenih alg zmanjša, v fitoplanktonu pa prevladujejo diatomeje. Heterotrofne bakterije predstavljajo koki (49 %), paličice (35 %), kolonije (12 %) in filamenti (4 %) s skupno gostoto do 1,4×1010 celic na liter.

### Ribe
Skoraj vse vrste sladkovodnih rib v Franciji lahko najdemo v porečju reke Loare, to je približno 57 vrst iz 20 družin. Mnoge od njih so selivke, 11 vrst pa se vzpenja po reki zaradi drstenja. Najpogostejše vrste so atlantski losos (Salmo salar), potočna postrv (Salmo trutta), atlantska čepa (Alosa alosa in Alosa fallax), morski piškur (Petromyzon marinus), rečni piškur (Lampetra fluviatilis) in evropski snetec (Osmerus eperlanus). Rečna jegulja (Anguilla anguilla) je pogosta v zgornjih tokovih, medtem ko se iverka (Platichtys flesus) in glavati cipelj (Mugil spp.) zadržujeta blizu izliva. V pritokih živijo potočna postrv (Salmo trutta), kapelj (Cottus gobio), zahodni potočni piškur (Lampetra planeri), smuč (Sander lucioperca), podust (Chondrostoma nasus in C. toxostoma) in morski som (Siluris glanis). Med ogrožene vrste uvrščamo lipana (Thymallus thymallus), menek (Lota lota) in pezdirk (Rhodeus sericeus), od tujerodnih pa iz rodu brancinov (Ambloplites rupestris).
Čeprav je v Loari izumrla le ena domorodna vrsta rib, in sicer atlantski jeseter (Acipenser sturio) v 1940-ih, ribja populacija upada, predvsem zaradi zmanjšanja drstitvenih območij. Na slednje najbolj vpliva industrijsko onesnaženje, gradnja jezov in izsuševanje mrtvic in močvirij. Izguba drstišča najbolj prizadene ščuko (Esox lucius), ki je glavni plenilec Loare, pa tudi jeguljo, krapa, rdečeperko in lososa. Veliki loarski losos, podvrsta atlantskega lososa, velja za simbolično ribo reke. Njegova populacija se je zmanjšala s približno 100.000 v 19. stoletju na pod 100 v 1990-ih, kar je povzročilo sprejetje popolne prepovedi ribolova lososa v porečju Loare leta 1984. Program obnove lososa se je začel v 1980-ih in je vključeval ukrepe kot odstranitev dveh zastarelih jezov hidroelektrarn in vnos mladice. Posledično se je populacija lososov leta 2005 povečala na približno 500.

### Dvoživke
Večino dvoživk Loare najdemo na območjih počasnega toka blizu delte, zlasti na poplavnem območju, močvirjih in mrtvicah. Med njimi prevladujejo [[navadni močerad (Salamandra salamandra), žabe in krastače. Krastače so navadna krastača (Bufo bufo), Porodničarska krastača (Alytes obstetricans), hribski urh (Bombina variegata), smrdlja (Bufo calamita), navadna česnovka (Pelobates fuscus) in Pelobates cultripes. Med žabami so navadna peteršiljka (Pelodites punctatus), zelena rega (Hyla arborea), sekulja (Rana temporaria), rosnica (R. dalmatina), zelena žaba (R. esculenta), Perezova žaba (R. perezi). ), debeloglavka (R. ridubunda) in pisana žaba (R. lessonae). Med pupke iz Loare spadajo marmorirani pupek (Triturus marmoratus), navadni pupek (T. vulgaris), planinski pupek (T. alpestris) in dlanasti pupek (T. helveticus).

### Ptiči
Loire gosti približno 64 % gnezdečih vrst ptic v Franciji, to je 164 vrst, od tega 54 vodnih ptic, 44 vrst je običajnih gozdnih ptic v upravljanih gozdovih, 41 v naravnih gozdovih, 13 za odprta in 12 za skalnata območja. Ta avifavna je bila precej stabilna, vsaj med letoma 1980 in 2000, z znatnimi variacijami številčnosti, ki so jih opazili le pri 17 vrstah. Od tega je petim vrstam populacija naraščala, štirim upadala, ostalih osem pa je nihala. Nekatere od teh različic so imele globalno naravo, kot je razširjenost črnoglavega galeba v Evropi.

## Zaščita
Loara je bila opisana kot »nenehno v nevarnosti, da bo izgubila status zadnje divje reke v Franciji«. Razlog za to je njena dolžina in možnost obsežne plovbe, ki močno omejuje obseg ohranjanja reke. Federacija, članica IUCN od leta 1970, je bila zelo pomembna v kampanji za rešitev rečnega sistema Loire pred razvojem.
Leta 1986 so francoska vlada, vodna agencija Loire-Brettany in EPALA sklenili sporazum o preprečevanju poplav in programu za shranjevanje vode v porečju, ki je vključeval izgradnjo štirih velikih jezov, enega na sami Loari in treh na rekah Allier in Cher. Francoska vlada je predlagala gradnjo jezu v Serre de la Fare na zgornjem toku Loare, kar bi bila okoljska katastrofa, saj bi poplavilo približno 20 km neokrnjenih sotesk. Posledično so WWF in druge nevladne organizacije leta 1988 ustanovile mrežo Loire Vivante (Živa Loara), da bi temu nasprotovale, in organizirale prvo srečanje s francoskim ministrom za okolje. Francoska vlada je sprva zavrnila pomisleke glede ohranjanja in leta 1989 projektom prižgala zeleno luč. To je sprožilo javne demonstracije WWF in naravovarstvenih skupin. Leta 1990 se je Loire Vivante uspešno srečala s francoskim premierjem in vlado, saj je vlada zahtevala, da EPALA začne z velikimi reformami v svojem pristopu k upravljanju reke. Zaradi obsežnega lobiranja so predlog in druge predloge o jezu v devetdesetih letih zavrnili. Območje sotesk je od takrat zaščiteno kot območje Natura 2000 v skladu z okoljsko zakonodajo Evropske unije.
WWF je bil še posebej pomemben pri spreminjanju dojemanja francoskih oblasti glede podpore gradnji jezov varstvu okolja in trajnostnemu upravljanju porečja. Leta 1992 so pomagali projektu Loire Nature, ki je do leta 1999 prejel sredstva v višini približno 9 milijonov ameriških dolarjev v okviru programa EU "LIFE" in se lotil obnove rečnih ekosistemov in prosto živečih živali. Tistega leta je bilo prek partnerstva med SOS Loire Vivante in sindikatom kmetov ustanovljeno tudi Združenje kmetov Zgornje doline Loare za spodbujanje trajnostnega podeželskega turizma. Francoska vlada je januarja 1994 sprejela Naravni načrt reke Loare (Plan Loire Grandeur Nature), s katerim je začela razgradnjo treh jezov na reki. Končni jez je leta 1998 razgradil Électricité de France, kar je stalo 7 milijonov frankov. Osnova odločitve je bila, da gospodarske koristi jezov niso odtehtale njihovih pomembnih ekoloških vplivov, zato je bil namen obnoviti rečne ekosisteme in obnoviti velike staleže lososa Loare. Loara je v tem pogledu edinstvena, saj lahko atlantski losos plava do 900 km navzgor po reki in se drsti v zgornjem toku reke Allier. Francoska vlada se je lotila tega velikega načrta, predvsem zato, ker sta onesnaženje in prekomerni ribolov leta 1996 v zgornjem toku Allierja zmanjšala približno 100.000 lososov, ki so se letno selili na svoja drstišča v izvirih Loare in njenih pritokov, na samo 67 lososov.
WWF, BirdLife International in lokalni naravovarstveni organi so prav tako vložili veliko truda v izboljšanje ohranjanja estuarija reke Loare in njegove okolice, saj so to edinstveni habitati za ptice selivke. Estuarij in njegova obala sta pomembna tudi za ribolov, gojenje školjk in turizem. Glavno trgovsko pristanišče v Nantesu je povzročilo resno škodo ekosistemu izliva reke Loire. Leta 2002 je WWF pomagal drugemu projektu Loire Nature in razširil svoj obseg na celotno porečje, pri čemer je obravnaval okoli 4500 hektarjev zemlje v proračunu 18 milijonov USD, ki so ga večinoma financirali vlada in javni organi, kot je Établissement. Publique Loire (EPL), javna ustanova, ki je prej zagovarjala obsežne projekte jezov na reki.

## Zgodovina

### Prazgodovina
Študije paleogeografije regije kažejo, da je paleo-Loara tekla proti severu in se zlila s Seno, medtem ko je spodnji tok Loare našel svoj izvir gorvodno od Orléansa v regiji Gien, ki teče proti zahodu po sedanjem toku. Na določeni točki v dolgi zgodovini dvigovanja v Pariški kotlini je nižji, atlantski tok Loare zajel palaeo-Loaro ali Loire séquanaise (Senska Loara"), pri čemer je nastala sedanja reka. Nekdanjo strugo Loire séquanaise zaseda reka Loing, pritok Sene.
Dolina Loare je bila naseljena od srednjega paleolitika od 40. do 90. stoletja Ka. Neandertalec je uporabljal kamnita orodja za izdelavo čolnov iz drevesnih debel in krmarjenje po reki. Sodobni človek je naselil dolino Loare okoli 30. st. Ka. Okoli 5000 do 4000 pr. n. št. so začeli krčiti gozdove ob rečnih robovih ter obdelovati zemljo in rediti živino. Gradili so megalite za čaščenje mrtvih, zlasti od leta 3500 pr. n. št. Galci so prispeli v dolino med letoma 1500 in 500 pr. n. št., Carnuti pa so se naselili v Cenabumu v današnjem Orléansu in zgradili most čez reko. Do leta 600 pred našim štetjem je Loara že postala zelo pomembna trgovska pot med Kelti in Grki. Ključna transportna pot je več kot 2000 let služila kot ena od velikih »avtocest« Francije. Feničani in Grki so uporabljali tovorne konje za prevoz blaga od Lyona do Loare, da bi prišli iz sredozemskega bazena do atlantske obale.

### Antični Rim, Alani in Vikingi
Rimljani so leta 52 pred našim štetjem uspešno pokorili Galce in začeli razvijati Cenabum, ki so ga poimenovali Aurelianis. Prav tako so začeli graditi mesto Caesarodunum, sodobni Tours, od 1. n. št.. Rimljani so uporabljali Loaro do Roanne, približno 150 km navzdol od izvira. Po letu 16 našega štetja je dolina reke Loare postala del rimske province Akvitanije s prestolnico v Avarikumu. Od 3. stoletja se je krščanstvo razširilo po porečju in številni verski predstavniki so začeli gojiti vinograde ob rečnih bregovih.
V 5. stoletju je Zahodno rrimsko cesarstvo propadlo in z vzhoda so na območje prišli Franki in Alemani. Temu je sledil stalni spopad med Franki in Vizigoti. Leta 408 je iransko pleme [[Alani|Alanovgg prečkalo Loaro in njihove velike horde so se naselile ob srednjem toku Loare v Galiji pod kraljem Sangibanom. Številni prebivalci okoli današnjega mesta Orléans imajo imena, ki pričajo o prisotnosti Alanov – Allaines.
V 9. stoletju so Vikingi začeli vdirati na zahodno obalo Francije z uporabo dolgih ladij za plovbo po Loari. Leta 853 so napadli in uničili Tours in njegovo znamenito opatijo, kasneje pa so uničili Angers v napadih leta 854 in 872. Leta 877 je umrl Karel Plešasti, kar je pomenilo konec karolinške dinastije. Po velikem konfliktu v regiji je leta 898 Foulques le Roux Anžujski prevzel oblast.

### Srednji vek
Med stoletno vojno od 1337 do 1453 je Loara označevala mejo med Francozi in Angleži, ki so zasedli ozemlje na severu. Ena tretjina prebivalcev je umrla v epidemiji črne kuge 1348–1349. Angleži so premagali Francoze leta 1356 in Akvitanija je prišla pod angleški nadzor leta 1360. Leta 1429 je Ivana Orleanska prepričala Karla VII., da prežene Angleže iz države. Njena uspešna pomoč pri obleganju Orléansa na Loari je bila prelomnica vojne.
Leta 1477 je bila v Angersu ustanovljena prva tiskarna v Franciji, približno v tem času pa sta bila zgrajena Chateau de Langeais in Chateau de Montsoreau. Med vladavino Franca I. od 1515 do 1547 je imela italijanska renesansa velik vpliv na regijo, saj so ljudje sprejeli njene elemente v arhitekturi in kulturi, zlasti med elito, ki je njena načela izražala v svojih dvorcih.
V 1530-ih so ideje reformacije dosegle dolino Loire, pri čemer so nekateri ljudje postali protestanti. Sledile so verske vojne in leta 1560 so katoličani v reki utopili več sto protestantov. Med verskimi vojnami od leta 1562 do 1598 je Orléans služil kot pomembna trdnjava za hugenote, toda leta 1568 so protestanti razstrelili stolnico v Orléansu. Leta 1572 je bilo v pokolu na dan sv. Jerneja v Parizu pobitih približno 3000 hugenotov. Več sto drugih so katoličani utopili v Loari.

### 1600–danes
Stoletja so domačini uporabljali lesene nasipe in poglabljanje, da bi ohranili plovni kanal na reki, saj je bil ključnega pomena za prevoz. Rečni promet se je postopoma povečeval, v srednjem veku pa so začeli uporabljati cestninski sistem. Nekateri od teh cestnih mostov so še danes ohranjeni in so stari več kot 800 let.  V 17. stoletju je Jean-Baptiste Colbert uvedel uporabo kamnitih podpornih zidov in pomolov od Roanna do Nantesa, kar je pomagalo narediti reko zanesljivejšo, vendar je bila plovba še vedno pogosto ustavljena zaradi pretiranih razmer med poplavami in sušo. Leta 1707 naj bi poplave utopile 50.000 ljudi v rečni dolini, pri čemer je voda v Orléansu v dveh urah narasla za več kot 3 m. Običajno potniško potovanje navzdol od Orléansa do Nantesa traja osem dni, proti toku proti toku pa štirinajst dni. To je bilo tudi odlagališče za ujetnike v vojni v Vendeji, saj so menili, da je to bolj učinkovit način ubijanja.
Kmalu po začetku 19. stoletja so po reki med Nantesom in Orléansom začeli voziti potniški čolni na parni pogon, zaradi česar je bila vožnja navzgor hitrejša; do leta 1843 je bilo 70.000 potnikov letno prepeljanih v Spodnji Loari in 37.000 v Zgornji Loari. Toda konkurenca železnice, ki se je začela v 1840-ih, je povzročila upad trgovine na reki. Predlogi za razvoj popolnoma plovne reke do Briareja niso bili uspešni. Odprtje Canal lateral à la Loire leta 1838 je omogočilo nadaljevanje plovbe med Digoinom in Briarejem, vendar je nivojski prehod pri Briareju ostal problem do izgradnje akvadukta Briare leta 1896. S 662,69 m je bila to kar nekaj časa najdaljša tovrstna struktura na svetu.
Canal de Roanne à Digoin je bil prav tako odprt leta 1838. Leta 1971 so ga skoraj zaprli, vendar v začetku 21. stoletja še vedno omogoča plovbo naprej po dolini Loare do Digoina. 261 km Canal de Berry, ozek kanal s samo 2,7 m širokimi zapornicami, ki je bil odprt v 1820-ih in je povezal Canal latéral à la Loire pri Marseilles-lès-Aubignyju z reko Cher pri Noyers in nazaj v Loire blizu Toursa, je bil zaprt leta 1955.
Reka je uradno plovna do Bouchemainea, kjer se ji reka Maine pridruži blizu Angersa. Ploven je tudi drug kratek odsek, ki je veliko dlje navzgor pri Decizeju, kjer se nivojski prehod od Canal latéral à la Loire poveže s Canal du Nivernais.
Leta 2022 so bili zaradi suše deli Loare neplovni za ribe in vodna plovila, saj so bili delno ali popolnoma izsušeni.

## Dolina Loare
Dolina Loare (francosko ‘’Vallée de la Loire’’) leži v srednjem toku reke, se razteza na približno 280 km in obsega površino približno 800 km2. Znana je tudi kot vrt Francije – zaradi obilice vinogradov, sadnih nasadov, polj artičok, belušev in češenj, ki se vrstijo ob bregovih reke – in tudi kot »zibelka francoskega jezika«. Omembe vredna je tudi zaradi svoje arhitekturne dediščine: deloma zaradi svojih zgodovinskih mest, kot so Amboise, Angers, Blois, Chinon, Nantes, Orléans, Saumur in Tours, predvsem pa zaradi svojih gradov, kot so Château d'Amboise, Château d'Angers, Château de Chambord, Château de Montsoreau, Château d'Ussé, Château de Villandry in Château de Chenonceau, pa tudi zaradi številnih kulturnih spomenikov, ki ponazarjajo ideale renesanse in dobe razsvetljenstva v zahodnoevropski misli in oblikovanju.
2. decembra 2000 je UNESCO vpisal osrednji del doline Loare, med Bouchemaine v Anjouju in Sully-sur-Loire v Loiretu, na svoj seznam svetovne dediščine. Pri izbiri tega območja, ki vključuje francoske departmaje Loiret, Loir-et-Cher, Indre-et-Loire in Maine-et-Loire, je odbor dejal, da je dolina Loare: »izjemna kulturna krajina, velike lepote, sestavljajo zgodovinska mesta in vasi, veliki arhitekturni spomeniki – Châteaux – in dežele, ki so bile obdelane in oblikovane v stoletjih interakcije med lokalnim prebivalstvom in njihovim fizičnim okoljem, zlasti samo Loire.«

### Arhitektura
Arhitekturne stavbe so v dolini Loare nastajale od 10. stoletja dalje z obrambnimi trdnjavami podobnimi strukturami, imenovanimi "donžoni" (Bivalno-obrambni grad), ki jih je med letoma 987 in 1040 zgradil anžujski grof Foulques Nerra iz Anjouja (Sokol). Vendar pa je ena najstarejših tovrstnih struktur v Franciji Donjon de Foulques Nerra, zgrajena leta 944.
Ta slog je zamenjal religiozni arhitekturni slog v 12. do 14. stoletju, ko so na vrhu skalnatih hribov zgradili nepremagljive trdnjave; ena od impresivnih trdnjav te vrste je Château d'Angers, ki ima 17 grozljivih stolpov. Sledili so estetsko grajeni dvorci (delovali tudi kot stanovanjske enote), ki so nadomestili štirikotno tlorisno zasnovo utrdbe. Vendar pa so bile ohranjene zunanje obrambne strukture v obliki dvižnih vrat in jarkov, ki obdajajo debele zidove utrdb dvorcev. V 15. stoletju je prišlo do nadaljnjega izpopolnjevanja oblikovanja dvorcev, preden je prišel v ospredje baročni slog z okrasno in elegantno oblikovano notranjostjo, ki je postal moden od 16. do konca 18. stoletja.
Umetniki baročnega sloga, ki so ustvarili nekaj izvrstnih dvorskih struktur, so bili: Parižan François Mansart (1598–1662), čigar klasična simetrična zasnova je vidna v Château de Blois; Jacques Bougier (1635) iz Bloisa, čigar klasična zasnova je Château de Cheverny; Guillaume Bautru je preuredil Château de Serrant (na skrajnem zahodnem koncu doline). V 17. stoletju je bilo v načrtovanju dvorcev vročinski tempo za uvajanje eksotičnih slogov; pomembna stavba tega obdobja je Pagode de Chanteloup v Amboiseu, ki je bila zgrajena med letoma 1773 in 1778.
Neoklasicistični arhitekturni slog je bil oživitev klasičnega sloga arhitekture, ki se je pojavil sredi 18. stoletja; ena takih opaznih stavb je Château de Menars, ki ga je zgradil Jacques Ange Gabriel (1698–1782), ki je bil kraljevi arhitekt na dvoru Ludvika XV. (1715–74). Ta slog se je ohranil med vladavino Ludvika XVI. (1774–92), vendar z več izboljšavami; en tak prefinjen dvorec, ki ga vidimo blizu Angersa, je Château de Montgeoffroy. Notranje pohištvo v dvorcu je bilo prav tako spremenjeno, da je ustrezalo življenjskemu slogu stanovalcev. Vrtovi, tako okrasne fontane, pešpoti, cvetlične grede in negovana trava) kot kuhinja (za gojenje zelenjave), so prav tako poudarjali razkošje dvorcev.
Francoska revolucija (1789) je prinesla radikalne spremembe na slabše v scenarijih za dvorce, saj se je v Franciji končala monarhija.

### Gradovi in dvorci
Dvorci, ki jih je več kot tristo, predstavljajo narod graditeljev, začenši s potrebnimi grajskimi utrdbami v 10. stoletju do sijaja tistih, zgrajenih pol tisočletja pozneje. Ko so francoski kralji tukaj začeli graditi svoje ogromne dvorce, jim je sledilo plemstvo, ki ni želelo ali celo upalo biti daleč od sedeža oblasti. Njihova prisotnost v bujni, rodovitni dolini je začela privabljati najboljše krajinske oblikovalce. Danes ti dvorci v zasebni lasti služijo kot domovi, nekateri so odprti za turistične obiske, medtem ko drugi delujejo kot hoteli ali nočitve z zajtrkom. Mnoge je prevzel lokalni vladni organ ali pa so velikanske zgradbe, kot so tiste v Chambordu, v lasti in upravljanju nacionalne vlade in so pomembna turistična mesta, ki vsako leto pritegnejo na stotisoče obiskovalcev. Nekateri pomembni gradovi na Loari so: Beaufort-Mareuil sur Cher – Lavoûte-Polignac – Bouthéon – Montrond – Bastie d'Urfé – Château féodal des Cornes d'Urfé – La Roche – Château féodal de Saint-Maurice-sur-Loire – Saint- Pierre-la-Noaille – Chevenon – Palais ducal de Nevers – Saint-Brisson – Gien – La Bussière – Pontchevron – La Verrerie (blizu Aubigny-sur-Nère) – Sully-sur-Loire – Châteauneuf-sur-Loire – Boisgibault – Meung -sur-Loire – Menars – Talcy – Château de la Ferté – Chambord – Blois – Villesavin – Cheverny – Beauregard – Troussay – Château de Chaumont – Amboise – Clos-Lucé – Langeais – Gizeux – Les Réaux – Montsoreau – Montreuil-Bellay – Saint -Loup-sur-Thouet – Saumur – Boumois – Brissac – Montgeoffroy – Plessis-Bourré – Château des Réaux
- Amboise na bregu Loare
- Chateau de Langeais
- Château de Blois notranje fasade v gotskem, renesančnem in klasičnem slogu (od desne proti levi).
- Château de Valençay.
- Château de Montsoreau

### Vinogradništvo
Main article: Loire Valley (wine)
Vinska regija Dolina Loare vključuje francoske vinske regije, ki so ob Loari od regije Muscadet blizu mesta Nantes na atlantski obali do regije Sancerre in Pouilly-Fumé le jugovzhodno od mesta Orléans v severni osrednji Franciji. Vmes so regije Anjou, Saumur, Bourgueil, Chinon in Vouvray. Dolina Loare sama sledi reki skozi regijo Loire do izvira reke v Sevenih, vendar večina pridelave vina poteka v zgoraj navedenih regijah.
Dolina Loare ima dolgo zgodovino vinarstva, ki sega v 1. stoletje. V visokem srednjem veku so bila vina iz doline Loare najbolj cenjena vina v Angliji in Franciji, celo bolj cenjena kot vina iz Bordeauxa. Arheološki dokazi kažejo, da so Rimljani prve vinograde v dolini Loare zasadili med naseljevanjem Galije v 1. stoletju našega štetja. V 5. stoletju je pesnik Sidonius Apollinaris v publikaciji zapisal cvetoče vinogradništvo na tem območju. Škof Gregor iz Toursa je v svojem delu Zgodovina Frankov pisal o pogostem plenjenju zalog vina na tem območju s strani Bretoncev. Do 11. stoletja so bila vina Sancerre po vsej Evropi zaslovela zaradi visoke kakovosti. Zgodovinsko gledano so bile kleti v dolini Loare majhna podjetja v družinski lasti. Sredi 1990-ih se je povečalo število négociant in zadrug, tako da zdaj približno polovico Sancerra in skoraj 80 % Muscadeta polnijo négociant ali zadruge.
Reka Loara pomembno vpliva na mezoklimo v regiji, saj doda potrebnih dodatnih nekaj stopinj temperature, ki omogoča rast grozdja, ko se območja severno in južno od doline Loare izkažejo za neugodna za vinogradništvo. Poleg iskanja vinogradov vzdolž Loare je dobro zasajenih tudi več njenih pritokov - vključno z rekami Allier, Cher, Indre, Loir, Sèvre Nantaise in Vienne. Podnebje je lahko zelo hladno, spomladanska pozeba pa lahko predstavlja nevarnost za vinsko trto. V mesecih trgatve lahko dež povzroči, da je grozdje pobrano premalo zrelo, lahko pa tudi pomaga pri razvoju Botrytis cinerea za desertna vina v regiji.
Dolina Loare ima visoko gostoto zasaditev vinske trte s povprečno 4000–5000 trtami na hektar. Nekateri vinogradi Sancerre imajo celo 10.000 rastlin na hektar. Z več trtami, ki tekmujejo za iste omejene vire v zemlji, je gostota zasnovana tako, da kompenzira čezmerne pridelke, h katerim so nagnjene nekatere sorte grozdja, kot je Chenin blanc. V zadnjem času sta obrezovanje in upravljanje s krošnjami začelo učinkoviteje omejevati pridelek.
Dolino Loare pogosto razdelimo na tri dele. Zgornja Loara vključuje območja Sancerre in Pouilly-Fumé, kjer prevladuje sauvignon blanc. V Srednji Loari prevladuje več vin Chenin blanc in Cabernet franc, ki jih najdemo v regijah okrog Touraine, Saumur, Chinon in Vouvray. Spodnja Loara, ki vodi do izliva reke v Atlantik, poteka skozi regijo Muscadet, v kateri prevladujejo vina iz grozdja Melon de Bourgogne. Po dolini Loare je 87 apelacij pod sistemi AOC, VDQS in Vin de Pays. Obstajata dve generični oznaki, ki se lahko uporabljata po vsej dolini Loare. Crémant de Loire, ki se nanaša na katero koli peneče vino, proizvedeno po tradicionalni metodi šampanjca. Vin de Pays du Jardin de la France se nanaša na vsako sortno označeno vino, kot je Chardonnay, ki je pridelano v regiji zunaj oznake AOC.
Območje vključuje 87 apelacij pod sistemi Appellation d'origine contrôlée (AOC), Vin Délimité de Qualité Superieure (VDQS) in Vin de pays. Medtem ko je večina proizvodnje belo vino iz grozdja Chenin blanc, Sauvignon blanc in Melon de Bourgogne, so rdeča vina izdelana (zlasti okoli regije Chinon) iz franka Cabernet. Poleg mirnih vin pridelujejo tudi rosé, peneča in desertna vina. S proizvodnjo Crémanta po vsej dolini Loare je drugi največji proizvajalec penečih vin v Franciji za Champagneom. Med temi različnimi vinskimi slogi vina Loire ponavadi izkazujejo značilno sadnost s svežimi, hrustljavimi okusi – še posebej v mladosti.

### Umetnost
Loara je navdihnila številne pesnike in pisatelje, med drugimi: Charlesa d'Orléansa, Françoisa Rabelaisa, Renéja Guya Cadouja, Clémenta Marota, Pierra de Ronsarda, Joachima du Bellaya, Jeana de La Fontainea, Charlesa Péguya, Gastona Coutéja; in slikarji, kot so: Raoul Dufy, J. M. W. Turner, Gustave Courbet, Auguste Rodin, Félix Edouard Vallotton, Jacques Villon, Jean-Max Albert, Charles Leduc, Edmond Bertreux  in Jean Chabot.
- Scène of the Loire, by J. M. W. Turner.
- La source de la Loire, Gustave Courbet.
- Portrait Loare, Jean-Max Albert, 1988. Musée de la Loire, Cosne-sur-Loire.
- Les Rosiers-sur-Loire, Jean-Jacques Delusse, 1800
- Loara rpi Montsoreau, J. M. W. Turner, 1832, Château de Montsoreau-Museum of Contemporary Art.